# 마츠모토 타카히로
마츠모토 타카히로(일본어: 松本孝弘 마쓰모토 다카히로[*], 1961년 3월 27일 ~ )는 일본의 기타리스트, 작곡가, 편곡자, 음악 프로듀서이다. 크레딧 상의 표기는 "TAK MATSUMOTO"를 주로 사용한다. 오사카부 출신이며 VERMILLION RECORDS에 소속되어있다.
고등학교를 입학하며 기타를 시작해, 1981년 고교 졸업 후 시부야구에 소재한 전문 학원인 "뮤즈 음악원"에 다녔으나 도중에 관뒀다. 자신의 밴드 "맥베스"에서 만든 데모 테이프를 계기로 빙에 소속된다. 이 시기에 세션으로 다른 아티스트들을 거들며 활동했다. 1988년 5월에 멜닥을 통해 자신의 첫 정규 음반 《Thousand Wave》를 발매했으며, 그 해 9월 이나바 코시와 함께 B'z를 결성했고, 현재까지 이어지고 있다.
1999년 6월, 세계에서 5번째로 깁슨 레스폴의 시그너처 아티스트에 선정되었고, 2004년 에릭 마틴, 잭 블레이즈 등과 밴드 "TMG"를 결성해서 활동하기도 했다. 같은해 기타리스트를 중심으로 한, 현악기 연주자들을 위한 레이블 'House Of Strings'를 설립했다.
2010년 래리 칼튼과 음반 《TAKE YOUR PICK》을 함께 작업했으며, 이 음반은 제53회 그래미상의 "Best Pop Instrumental Album" 상을 수상했다.